# Cransford

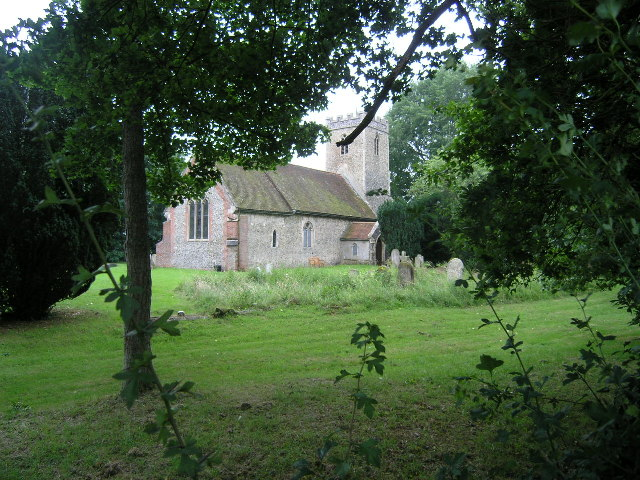
Iglesia parroquial de San Pedro

Cransford es un pueblo y una parroquia civil en el distrito costero de Suffolk, en el condado inglés de Suffolk. La parroquia civil tenía una población de 162 habitantes en el censo de 2011.
Está cerca del pequeño pueblo de Framlingham.
En Cransford se encuentra la iglesia parroquial medieval de San Pedro, un edificio protegido de grado II*.